# Compressão sem perda de dados
O termo compressão sem perda de dados (do inglês lossless data compression) se refere a métodos de compressão de dados aplicados por algoritmos em que a informação obtida após a descompressão é idêntica à informação original (antes de ser comprimida), em oposição à compressão com perda de dados.

## Tipos de compressão sem perda de dados
- som/áudio
  - Apple Lossless - ALAC (Apple Lossless Audio Codec)
  - Direct Stream Transfer - DST
  - Free Lossless Audio Codec - FLAC
  - Meridian Lossless Packing - MLP
  - Monkey's Audio - Monkey's Audio APE
  - OptimFROG - OFR
  - RealPlayer - RealAudio Lossless
  - Shorten - SHN
  - TTA - True Audio Lossless
  - WavPack - WavPack lossless
  - WMA Lossless - Windows Media Lossless
- imagens fixas
  - ABO (Adaptive Binary Optimization)
  - GIF - graphic Interchange Format
  - PNG - Portable Network Graphics
  - JPEG-LS - lossless/near-lossless compression standard
  - JPEG 2000 - inclui métodos de compressão com e sem perda de dados
  - JBIG2 - inclui métodos de compressão com e sem perda de dados em imagens a P/B
  - TIFF
  - RLE
- vídeo/animação
  - Huffyuv
  - SheerVideo
  - CorePNG 
  - MSU Lossless Video Codec
  - LCL 
  - Animation codec
  - Lagarith
  - H.264/MPEG-4 AVC
  - TSCC
- arquivos
  - ZIP
  - 7z
  - ARJ
  - ACE
  - RAR